# Георг II (Тюбинген-Лихтенек)
Георг II фон Тюбинген-Лихтенек (на немски: Georg II von Tübingen-Lichteneck; † 1536) е граф на Тюбинген и господар на замък Лихтенек при Кенцинген.

## Живот
Той е син на граф Георг I фон Тюбинген-Лихтенек († 1507) и съпругата му графиня Агата фон Арко († сл. 1511), дъщеря на граф Андреас фон Арко († 1509) и Барбара Мартиненго († 1493). Внук е на граф Конрад II фон Тюбинген-Лихтенек († 1453) и графиня Анна фон Лупфен-Щюлинген († сл. 1470). Правнук е на Готфрид III фон Тюбинген-Бьоблинген († 1369) и Клара фон Фрайбург († 1371). Майка му се омъжва втори път ок. 22 ноември 1511 г. за Мартин фон Рехберг-Шварценберг († 14 май 1534). Брат е на граф Конрад IV фон Тюбинген-Лихтенек († 1536).
При смъртта на баща му през 1507 г. Георг II и брат му Конрад IV са още много млади и затова попадат под опекунството на Рудолф и Себастиан фон Блуменек. Те имат от 1511 г. проблеми за наследството им Бьоблинген, Дагерсхайм и Дармсхайм с херцог Улрих I фон Вюртемберг. През 1527 г. с брат му дават на императора двама конника и двама чирака за турската война.
Георг II фон Тюбинген-Лихтенек умира неженен през 1536 г.